# Чемпіонат світу з футболу 1994
Чемпіонат світу з футболу 1994 року (англ. 1994 FIFA World Cup, нім. Fußball-Weltmeisterschaft 1994 фр. Coupe du monde de football de 1994, італ. Campionato mondiale di calcio 1994, офіційна назва 1994 FIFA World Cup™) — 15-й чемпіонат світу з футболу, що проводився ФІФА. Турнір проходив в США з 17 червня по 17 липня 1994 року. На чемпіонаті було зіграно 52 матчі, і було забито 141 м'яч (у середньому 2.71 м'ячі за матч).
Чемпіонат світу з футболу 1994 є рекордним за кількістю глядачів — матчі в США відвідали 3 587 538 вболівальників (в середньому 68 991 за матч). Цей турнір став найбільш відвідуваною спортивною подією з одного виду спорту в історії США.
У турнірі брали участь 24 команди. США була автоматично кваліфікована до фінальної стадії як країна-організатор, а Німеччина була кваліфікована як країна-переможець попереднього чемпіонату світу. Інші 22 команди були визначені в кваліфікаційному раунді, який почався у 1992 році. Переможцем турніру стала збірна Бразилії, яка у фіналі перемогла збірну Італії у серії післяматчевих пенальті. Третє місце посіла збірна Швеції, яка в матчі за третє місце переграла Болгарію 4:0. Бразилія, як країна-переможець чемпіонату світу, отримала право взяти участь в Кубку Конфедерацій 1997 року в Саудівській Аравії. Найкращими бомбардирами турніру стали болгарин Христо Стоїчков та росіянин Олег Саленко (по 6 голів), а найкращим гравцем чемпіонату — бразилець Ромаріо.

## Вибір країни-господаря чемпіонату
Всього було зареєстровано три заявки на проведення чемпіонату. На це право претендували Марокко, Бразилія та США. Незважаючи на три заявки, голосування відбулося в один етап. Голосування проходило у Цюриху (в третій раз поспіль) 4 липня, 1988 року. США отримали 10 голосів і здобули право на проведення змагань.
Результати:
1. США, 10 голосів
2. Марокко, 7 голосів
3. Бразилія, 2 голоси

## Міста і стадіони
Матчі турніру приймали дев'ять стадіонів у дев'яти містах США. Кожна з арен мала місткість у щонайменше 53 тисячі глядачів і використовувалася як домашній стадіон професійними або студентськими командами з американського футболу. Найбільше матчів приймав Роуз Боул у каліфорнійській Пасадені, де відбулося вісім ігор, включно з одним півфіналом, матчем за третє місце та фіналом. Сім ігор, включно з другим півфіналом, пройшли на Джаєнтс Стедіум в Іст-Ратерфорді, Нью-Джерсі. Єдиним стадіоном, на якому не відбулося жодної гри плей-оф, був Понтіак Сілвердоум в Понтіаку, Мічиган, що увійшов в історію як перша крита арена, яка приймала матчі світової футбольної першості.
| Пасадіна, Каліфорнія (Лос-Анджелес) | Стенфорд, Каліфорнія (Сан-Франциско)                                                                                 | Понтіак, Мічиган (Детройт)                                                                                           | Іст-Ратерфорд, Нью-Джерсі (Нью-Йорк/Нью-Джерсі)                                                                      |
| ----------------------------------- | --- | --- | --- |
| Роуз Боул                           | Стенфорд Стедіум | Понтіак Сілвердоум                                                                                                   | Джаєнтс Стедіум |
| Місткість: 94,194                   | Місткість: 84,147 | Місткість: 77,557 | Місткість: 76,322 |
|                                     | | | |
| Даллас, Техас                       | Пасадіна Понтіак Стенфорд Іст-Ратерфорд Орландо Чикаго Даллас Фоксборо ВашингтонЧемпіонат світу з футболу 1994 (США) | Пасадіна Понтіак Стенфорд Іст-Ратерфорд Орландо Чикаго Даллас Фоксборо ВашингтонЧемпіонат світу з футболу 1994 (США) | Пасадіна Понтіак Стенфорд Іст-Ратерфорд Орландо Чикаго Даллас Фоксборо ВашингтонЧемпіонат світу з футболу 1994 (США) |
| Коттон Боул                         | Пасадіна Понтіак Стенфорд Іст-Ратерфорд Орландо Чикаго Даллас Фоксборо ВашингтонЧемпіонат світу з футболу 1994 (США) | Пасадіна Понтіак Стенфорд Іст-Ратерфорд Орландо Чикаго Даллас Фоксборо ВашингтонЧемпіонат світу з футболу 1994 (США) | Пасадіна Понтіак Стенфорд Іст-Ратерфорд Орландо Чикаго Даллас Фоксборо ВашингтонЧемпіонат світу з футболу 1994 (США) |
| Місткість: 64,000                   | Пасадіна Понтіак Стенфорд Іст-Ратерфорд Орландо Чикаго Даллас Фоксборо ВашингтонЧемпіонат світу з футболу 1994 (США) | Пасадіна Понтіак Стенфорд Іст-Ратерфорд Орландо Чикаго Даллас Фоксборо ВашингтонЧемпіонат світу з футболу 1994 (США) | Пасадіна Понтіак Стенфорд Іст-Ратерфорд Орландо Чикаго Даллас Фоксборо ВашингтонЧемпіонат світу з футболу 1994 (США) |
|                                     | Пасадіна Понтіак Стенфорд Іст-Ратерфорд Орландо Чикаго Даллас Фоксборо ВашингтонЧемпіонат світу з футболу 1994 (США) | Пасадіна Понтіак Стенфорд Іст-Ратерфорд Орландо Чикаго Даллас Фоксборо ВашингтонЧемпіонат світу з футболу 1994 (США) | Пасадіна Понтіак Стенфорд Іст-Ратерфорд Орландо Чикаго Даллас Фоксборо ВашингтонЧемпіонат світу з футболу 1994 (США) |
| Чикаго, Іллінойс                    | Орландо, Флорида | Фоксборо, Массачусетс (Бостон)                                                                                       | Вашингтон |
| Солджер-філд                        | Цитрус Боул | Фоксборо Стедіум | РФК |
| Місткість: 63 160                   | Місткість: 62 387 | Місткість: 54 456 | Місткість: 53 121 |
|                                     | | | |

## Арбітри
Матчі чемпіонату світу обслуговували 24 арбітри з 23 різних країн.
| КАФ - Лім Кі Чон - Неджі Жуїні АФК - Джамаль Аш-Шаріф - Алі Буджсаїм | УЄФА - Фабіо Бальдас - Мануель Діас Вега - Філіп Дон - Бу Карлссон - Гельмут Круг - Петер Міккельсен - Леслі Моттрам - П'єрлуїджі Пайретто - Шандор Пуль - Жоель Кінью - Курт Ретлісбергер - Маріо ван дер Енде | КОНКАКАФ - Артуро Анджелес - Родріго Баділья - Артуро Брісіо Картер КОНМЕБОЛ - Хосе Торрес Кадена - Ернесто Філіппі - Франсіско Ламоліна - Ренато Марсілья - Альберто Техада Нор'єга |

## Результати

### Груповий етап

#### Група А
| М  | Команда   | І | В | Н | П | МЗ | МП | РМ | О |
| -- | --------- | - | - | - | - | -- | -- | -- | - |
| 1. | Румунія   | 3 | 2 | 0 | 1 | 5  | 5  | 0  | 6 |
| 2. | Швейцарія | 3 | 1 | 1 | 1 | 5  | 4  | +1 | 4 |
| 3. | США       | 3 | 1 | 1 | 1 | 3  | 3  | 0  | 4 |
| 4. | Колумбія  | 3 | 1 | 0 | 2 | 4  | 5  | −1 | 3 |

| 18 червня 1994 11:35 |

| США          | 1 — 1      | Швейцарія |
| ------------ | ---------- | --------- |
| Вінальда 44' | (Протокол) | Брежі 39' |

| Понтіак Сілвердоум, Понтіак Глядачів: 73 425 Арбітр: Франсіско Оскар Ламоліна |

| 18 червня 1994 16:35 |

| Колумбія     | 1 — 3      | Румунія                   |
| ------------ | ---------- | ------------------------- |
| Валенсія 43' | (Протокол) | Редучою 15' 89' Хаджі 34' |

| Роуз Боул, Пасадена Глядачів: 91 856 Арбітр: Джамаль Аль-Шариф |

| 22 червня 1994 16:05 |

| Румунія   | 1 — 4      | Швейцарія                           |
| --------- | ---------- | ----------------------------------- |
| Хаджі 35' | (Протокол) | Суттер 16' Шапюїза 52' Кнуп 65' 72' |

| Понтіак Сілвердоум, Понтіак Глядачів: 61 428 Арбітр: Неджі Джуїні |

| 22 червня 1994 16:35 |

| США                         | 2 — 1      | Колумбія     |
| --------------------------- | ---------- | ------------ |
| Ескобар 35' (аг) Стюарт 52' | (Протокол) | Валенсія 90' |

| Роуз Боул, Пасадена Глядачів: 93 869 Арбітр: Фабіо Бальдас |

| 26 червня 1994 13:05 |

| Швейцарія | 0 — 2      | Колумбія                 |
| --------- | ---------- | ------------------------ |
|           | (Протокол) | Гавірія 44' Лосано 90+1' |

| Стенфорд Стедіум, Пало-Альто Глядачів: 83 401 Арбітр: Петер Міккельсен |

| 26 червня 1994 13:05 |

| США | 0 — 1      | Румунія      |
| --- | ---------- | ------------ |
|     | (Протокол) | Петреску 18' |

| Роуз Боул, Пасадена Глядачів: 93 869 Арбітр: Маріо ван дер Енде |

#### Група B
| М  | Команда  | І | В | Н | П | МЗ | МП | РМ | О |
| -- | -------- | - | - | - | - | -- | -- | -- | - |
| 1. | Бразилія | 3 | 2 | 1 | 0 | 6  | 1  | +5 | 7 |
| 2. | Швеція   | 3 | 1 | 2 | 0 | 5  | 4  | +1 | 5 |
| 3. | Росія    | 3 | 1 | 0 | 2 | 7  | 6  | +1 | 3 |
| 4. | Камерун  | 3 | 0 | 1 | 2 | 3  | 11 | −8 | 1 |

| 19 червня 1994 16:35 |

| Камерун                | 2 — 2      | Швеція           |
| ---------------------- | ---------- | ---------------- |
| Ембе 31' Омам-Біїк 47' | (Протокол) | Юнг 8' Далін 75' |

| Роуз Боул, Пасадена Глядачів: 93 194 Арбітр: Альберто Техада Нор'єга |

| 20 червня 1994 13:05 |

| Бразилія                   | 2 — 0      | Росія |
| -------------------------- | ---------- | ----- |
| Ромаріу 26' Раї 52' (пен.) | (Протокол) |       |

| Стенфорд Стедіум, Пало-Альто Глядачів: 81 061 Арбітр: Лім Кі Чонг |

| 24 червня 1994 13:05 |

| Бразилія                                 | 3 — 0      | Камерун |
| ---------------------------------------- | ---------- | ------- |
| Ромаріу 39' Марсіо Сантос 66' Бебету 73' | (Протокол) |         |

| Стенфорд Стедіум, Пало-Альто Глядачів: 83 401 Арбітр: Артуро Брісіо Картер |

| 24 червня 1994 19:35 |

| Швеція                          | 3 — 1      | Росія             |
| ------------------------------- | ---------- | ----------------- |
| Бролін 37' (пен.) Далін 59' 81' | (Протокол) | Саленко 4' (пен.) |

| Понтіак Сілвердоум, Понтіак Глядачів: 71 528 Арбітр: Жоель Кінью |

| 28 червня 1994 13:05 |

| Росія                                               | 6 — 1      | Камерун   |
| --------------------------------------------------- | ---------- | --------- |
| Саленко 15', 41', 44' (пен.), 72', 75' Радченко 81' | (Протокол) | Мілла 46' |

| Стенфорд Стедіум, Пало-Альто Глядачів: 74 914 Арбітр: Джамаль Аль-Шариф |

| 28 червня 1994 16:05 |

| Бразилія    | 1 — 1      | Швеція           |
| ----------- | ---------- | ---------------- |
| Ромаріу 46' | (Протокол) | К. Андерссон 23' |

| Понтіак Сілвердоум, Понтіак Глядачів: 77 217 Арбітр: Шандор Пуль |

#### Група C
| М  | Команда        | І | В | Н | П | МЗ | МП | РМ | О |
| -- | -------------- | - | - | - | - | -- | -- | -- | - |
| 1. | Німеччина      | 3 | 2 | 1 | 0 | 5  | 3  | +2 | 7 |
| 2. | Іспанія        | 3 | 1 | 2 | 0 | 6  | 4  | +2 | 5 |
| 3. | Південна Корея | 3 | 0 | 2 | 1 | 4  | 5  | −1 | 2 |
| 4. | Болівія        | 3 | 0 | 1 | 2 | 1  | 4  | −3 | 1 |

| 17 червня 1994 14:05 |

| Німеччина     | 1 — 0      | Болівія |
| ------------- | ---------- | ------- |
| Клінсманн 61' | (Протокол) |         |

| Солджер Філд, Чикаго Глядачів: 63 117 Арбітр: Артуро Брісіо Картер |

| 17 червня 1994 18:35 |

| Іспанія                   | 2 — 2      | Південна Корея                  |
| ------------------------- | ---------- | ------------------------------- |
| Салінас 51' Гойкоечеа 55' | (Протокол) | Хон Мьон Бо 85' Со Джон Вон 90' |

| Коттон Боул, Даллас Глядачів: 56 247 Арбітр: Петер Міккельсен |

| 21 червня 1994 15:05 |

| Німеччина     | 1 — 1      | Іспанія       |
| ------------- | ---------- | ------------- |
| Клінсманн 48' | (Протокол) | Гойкоечеа 14' |

| Солджер Філд, Чикаго Глядачів: 63 113 Арбітр: Ернесто Філіппі |

| 23 червня 1994 19:35 |

| Південна Корея | 0 — 0      | Болівія |
| -------------- | ---------- | ------- |
|                | (Протокол) |         |

| Фоксборо Стедіум, Фоксборо Глядачів: 54 453 Арбітр: Леслі Моттрам |

| 27 червня 1994 15:05 |

| Болівія       | 1 — 3      | Іспанія                               |
| ------------- | ---------- | ------------------------------------- |
| Е. Санчес 67' | (Протокол) | Гвардіола 19' (пен.) Камінеро 66' 70' |

| Солджер Філд, Чикаго Глядачів: 63 089 Арбітр: Родріго Баділья |

| 27 червня 1994 15:05 |

| Німеччина                   | 3 — 2      | Південна Корея                   |
| --------------------------- | ---------- | -------------------------------- |
| Клінсманн 12' 37' Рідле 20' | (Протокол) | Хван Сон Хон 52' Хон Мьон Бо 63' |

| Коттон Боул, Даллас Глядачів: 63 998 Арбітр: Жоель Кінью |

#### Група D
| М  | Команда   | І | В | Н | П | МЗ | МП | РМ  | О |
| -- | --------- | - | - | - | - | -- | -- | --- | - |
| 1. | Нігерія   | 3 | 2 | 0 | 1 | 6  | 2  | +4  | 6 |
| 2. | Болгарія  | 3 | 2 | 0 | 1 | 6  | 3  | +3  | 6 |
| 3. | Аргентина | 3 | 2 | 0 | 1 | 6  | 3  | +3  | 6 |
| 4. | Греція    | 3 | 0 | 0 | 3 | 0  | 10 | −10 | 0 |

| 21 червня 1994 12:35 |

| Аргентина                                | 4 — 0      | Греція |
| ---------------------------------------- | ---------- | ------ |
| Батістута 2' 44' 90' (пен.) Марадона 60' | (Протокол) |        |

| Фоксборо Стедіум, Фоксборо Глядачів: 54 456 Арбітр: Артуро Анджелес |

| 21 червня 1994 18:35 |

| Нігерія                           | 3 — 0      | Болгарія |
| --------------------------------- | ---------- | -------- |
| Єкіні 21' Амокачі 43' Амунеке 55' | (Протокол) |          |

| Коттон Боул, Даллас Глядачів: 44 132 Арбітр: Родріго Баділья |

| 25 червня 1994 16:05 |

| Аргентина       | 2 — 1      | Нігерія   |
| --------------- | ---------- | --------- |
| Каніджа 21' 28' | (Протокол) | Сіасіа 8' |

| Фоксборо Стедіум, Фоксборо Глядачів: 54 453 Арбітр: Бу Карлссон |

| 26 червня 1994 11:35 |

| Болгарія                                               | 4 — 0      | Греція |
| ------------------------------------------------------ | ---------- | ------ |
| Стоїчков 5' (пен.) 55' (пен.) Лечков 65' Боримиров 90' | (Протокол) |        |

| Солджер Філд, Чикаго Глядачів: 63 160 Арбітр: Алі Буйсаїм |

| 30 червня 1994 18:35 |

| Аргентина | 0 — 2      | Болгарія                   |
| --------- | ---------- | -------------------------- |
|           | (Протокол) | Стоїчков 61' Сіраков 90+3' |

| Коттон Боул, Даллас Глядачів: 63 998 Арбітр: Неджі Джуїні |

| 30 червня 1994 19:35 |

| Греція | 0 — 2      | Нігерія                |
| ------ | ---------- | ---------------------- |
|        | (Протокол) | Джордж 45' Амокачі 90' |

| Фоксборо Стедіум, Фоксборо Глядачів: 53 001 Арбітр: Леслі Моттрам |

#### Група E
| М  | Команда  | І | В | Н | П | МЗ | МП | РМ | О |
| -- | -------- | - | - | - | - | -- | -- | -- | - |
| 1. | Мексика  | 3 | 1 | 1 | 1 | 3  | 3  | 0  | 4 |
| 2. | Ірландія | 3 | 1 | 1 | 1 | 2  | 2  | 0  | 4 |
| 3. | Італія   | 3 | 1 | 1 | 1 | 2  | 2  | 0  | 4 |
| 4. | Норвегія | 3 | 1 | 1 | 1 | 1  | 1  | 0  | 4 |

| 18 червня 1994 16:05 |

| Італія | 0 — 1      | Ірландія   |
| ------ | ---------- | ---------- |
|        | (Протокол) | Гафтон 11' |

| Джайнтс Стедіум, Іст-Резерфорд Глядачів: 75 338 Арбітр: Маріо ван дер Енде |

| 19 червня 1994 16:05 |

| Норвегія    | 1 — 0      | Мексика |
| ----------- | ---------- | ------- |
| Рекдаль 84' | (Протокол) |         |

| РФК, Вашингтон Глядачів: 52 395 Арбітр: Шандор Пуль |

| 23 червня 1994 16:05 |

| Італія       | 1 — 0      | Норвегія |
| ------------ | ---------- | -------- |
| Д. Баджо 69' | (Протокол) |          |

| Джайнтс Стедіум, Іст-Резерфорд Глядачів: 74 624 Арбітр: Гельмут Круг |

| 24 червня 1994 12:35 |

| Мексика        | 2 — 1      | Ірландія    |
| -------------- | ---------- | ----------- |
| Гарсія 42' 65' | (Протокол) | Олдрідж 84' |

| Цитрус Боул, Орландо Глядачів: 60 790 Арбітр: Курт Ретлісбергер |

| 28 червня 1994 12:35 |

| Італія      | 1 — 1      | Мексика     |
| ----------- | ---------- | ----------- |
| Массаро 48' | (Протокол) | Берналь 57' |

| РФК, Вашингтон Глядачів: 52 535 Арбітр: Франсіско Оскар Ламоліна |

| 28 червня 1994 12:35 |

| Ірландія | 0 — 0      | Норвегія |
| -------- | ---------- | -------- |
|          | (Протокол) |          |

| Джайнтс Стедіум, Іст-Резерфорд Глядачів: 72 404 Арбітр: Хосе Торрес Кадена |

#### Група F
| М  | Команда           | І | В | Н | П | МЗ | МП | РМ | О |
| -- | ----------------- | - | - | - | - | -- | -- | -- | - |
| 1. | Нідерланди        | 3 | 2 | 0 | 1 | 4  | 3  | +1 | 6 |
| 2. | Саудівська Аравія | 3 | 2 | 0 | 1 | 4  | 3  | +1 | 6 |
| 3. | Бельгія           | 3 | 2 | 0 | 1 | 2  | 1  | +1 | 6 |
| 4. | Марокко           | 3 | 0 | 0 | 3 | 2  | 5  | −3 | 0 |

| 19 червня 1994 12:35 |

| Бельгія    | 1 — 0      | Марокко |
| ---------- | ---------- | ------- |
| Дегріз 11' | (Протокол) |         |

| Цитрус Боул, Орландо Глядачів: 61 219 Арбітр: Хосе Торрес Кадена |

| 20 червня 1994 19:35 |

| Нідерланди           | 2 — 1      | Саудівська Аравія |
| -------------------- | ---------- | ----------------- |
| Йонк 50' Таумент 86' | (Протокол) | Амін 18'          |

| РФК, Вашингтон Глядачів: 50 535 Арбітр: Мануель Діас Вега |

| 25 червня 1994 12:35 |

| Бельгія    | 1 — 0      | Нідерланди |
| ---------- | ---------- | ---------- |
| Альбер 65' | (Протокол) |            |

| Цитрус Боул, Орландо Глядачів: 62 387 Арбітр: Ренато Марсілья |

| 25 червня 1994 19:35 |

| Саудівська Аравія             | 2 — 1      | Марокко  |
| ----------------------------- | ---------- | -------- |
| Аль-Джабер 7' (пен.) Амін 45' | (Протокол) | Шауш 26' |

| Джайнтс Стедіум, Іст-Резерфорд Глядачів: 76 322 Арбітр: Філіп Дон |

| 29 червня 1994 12:35 |

| Бельгія | 0 — 1      | Саудівська Аравія |
| ------- | ---------- | ----------------- |
|         | (Протокол) | Овайран 5'        |

| РФК, Вашингтон Глядачів: 52 959 Арбітр: Гельмут Круг |

| 29 червня 1994 12:35 |

| Марокко   | 1 — 2      | Нідерланди           |
| --------- | ---------- | -------------------- |
| Надер 47' | (Протокол) | Бергкамп 43' Рой 77' |

| Цитрус Боул, Орландо Глядачів: 60 578 Арбітр: Альберто Техада Нор'єга |

#### Кваліфікація команд до 1/8, що посіли 3 місце
| М  | Команда        | І | В | Н | П | МЗ | МП | РМ | О |
| -- | -------------- | - | - | - | - | -- | -- | -- | - |
| D. | Аргентина      | 3 | 2 | 0 | 1 | 6  | 3  | +3 | 6 |
| F. | Бельгія        | 3 | 2 | 0 | 1 | 2  | 1  | +1 | 6 |
| A. | США            | 3 | 1 | 1 | 1 | 3  | 3  | 0  | 4 |
| E. | Італія         | 3 | 1 | 1 | 1 | 2  | 2  | 0  | 4 |
| B. | Росія          | 3 | 1 | 0 | 2 | 7  | 6  | +1 | 3 |
| C. | Південна Корея | 3 | 0 | 2 | 1 | 4  | 5  | −1 | 2 |

### Плей-оф
|  | 1/8 фіналу              | 1/8 фіналу               |                          |       | Чвертьфінал         | Чвертьфінал         |                     |                     | Півфінал | Півфінал |  |  | Фінал | Фінал |
|  |                         |                          |                          |       |                     |                     |                     |                     |          |          |  |  |       |       |
|  | 3 липня — Пасадена      |                          |                          |       |                     |                     |                     |                     |          |          |  |  |       |       |
|  |                         |                          |                          |       |                     |                     |                     |                     |          |          |  |  |       |       |
|  | Румунія                 | 3                        |                          |       |                     |                     |                     |                     |          |          |  |  |       |       |
|  | Румунія                 | 3                        | 10 липня — Стенфорд      |       |                     |                     |                     |                     |          |          |  |  |       |       |
|  | Аргентина               | 2                        |                          |       |                     |                     |                     |                     |          |          |  |  |       |       |
|  | Аргентина               | 2                        | Румунія                  | 2 (4) |                     |                     |                     |                     |          |          |  |  |       |       |
|  | 3 липня — Даллас        |                          | Румунія                  | 2 (4) |                     |                     |                     |                     |          |          |  |  |       |       |
|  |                         | Швеція (п.)              | 2 (5)                    |       |                     |                     |                     |                     |          |          |  |  |       |       |
|  | Швеція                  | Швеція (п.)              | 2 (5)                    | 3     |                     |                     |                     |                     |          |          |  |  |       |       |
|  | Швеція                  |                          | 13 липня — Пасадена      | 3     |                     |                     |                     |                     |          |          |  |  |       |       |
|  | Саудівська Аравія       | 1                        |                          |       |                     |                     |                     |                     |          |          |  |  |       |       |
|  | Саудівська Аравія       | 1                        | Швеція                   | 0     |                     |                     |                     |                     |          |          |  |  |       |       |
|  | 4 липня — Стенфорд      |                          | Швеція                   | 0     |                     |                     |                     |                     |          |          |  |  |       |       |
|  |                         | Бразилія                 | 1                        |       |                     |                     |                     |                     |          |          |  |  |       |       |
|  | Бразилія                | Бразилія                 | 1                        | 1     |                     |                     |                     |                     |          |          |  |  |       |       |
|  | Бразилія                | 9 липня — Даллас         |                          | 1     |                     |                     |                     |                     |          |          |  |  |       |       |
|  | США                     | 0                        |                          |       |                     |                     |                     |                     |          |          |  |  |       |       |
|  | США                     | 0                        | Бразилія                 | 3     |                     |                     |                     |                     |          |          |  |  |       |       |
|  | 4 липня — Орландо       |                          | Бразилія                 | 3     |                     |                     |                     |                     |          |          |  |  |       |       |
|  |                         | Нідерланди               | 2                        |       |                     |                     |                     |                     |          |          |  |  |       |       |
|  | Нідерланди              | Нідерланди               | 2                        | 2     |                     |                     |                     |                     |          |          |  |  |       |       |
|  | Нідерланди              |                          | 17 липня — Пасадена      | 2     |                     |                     |                     |                     |          |          |  |  |       |       |
|  | Ірландія                | 0                        |                          |       |                     |                     |                     |                     |          |          |  |  |       |       |
|  | Ірландія                | 0                        | Бразилія (п.)            | 0 (3) |                     |                     |                     |                     |          |          |  |  |       |       |
|  | 2 липня — Чикаго        |                          | Бразилія (п.)            | 0 (3) |                     |                     |                     |                     |          |          |  |  |       |       |
|  |                         | Італія                   | 0 (2)                    |       |                     |                     |                     |                     |          |          |  |  |       |       |
|  | Німеччина               | Італія                   | 0 (2)                    | 3     |                     |                     |                     |                     |          |          |  |  |       |       |
|  | Німеччина               | 10 липня — Іст-Резерфорд |                          | 3     |                     |                     |                     |                     |          |          |  |  |       |       |
|  | Бельгія                 | 2                        |                          |       |                     |                     |                     |                     |          |          |  |  |       |       |
|  | Бельгія                 | 2                        | Німеччина                | 1     |                     |                     |                     |                     |          |          |  |  |       |       |
|  | 5 липня — Іст-Резерфорд |                          | Німеччина                | 1     |                     |                     |                     |                     |          |          |  |  |       |       |
|  |                         | Болгарія                 | 2                        |       |                     |                     |                     |                     |          |          |  |  |       |       |
|  | Мексика                 | Болгарія                 | 2                        | 1 (1) |                     |                     |                     |                     |          |          |  |  |       |       |
|  | Мексика                 |                          | 13 липня — Іст-Резерфорд | 1 (1) |                     |                     |                     |                     |          |          |  |  |       |       |
|  | Болгарія (п.)           | 1 (3)                    |                          |       |                     |                     |                     |                     |          |          |  |  |       |       |
|  | Болгарія (п.)           | 1 (3)                    | Болгарія                 | 1     |                     |                     |                     |                     |          |          |  |  |       |       |
|  | 5 липня — Фоксборо      |                          | Болгарія                 | 1     |                     |                     |                     |                     |          |          |  |  |       |       |
|  |                         | Італія                   | 2                        |       | Матч за третє місце | Матч за третє місце |                     |                     |          |          |  |  |       |       |
|  | Нігерія                 | Італія                   | 2                        | 1     | Матч за третє місце | Матч за третє місце |                     |                     |          |          |  |  |       |       |
|  | Нігерія                 | 9 липня — Фоксборо       | 9 липня — Фоксборо       | 1     |                     |                     | 16 липня — Пасадена | 16 липня — Пасадена |          |          |  |  |       |       |
|  | Італія (д. ч.)          | 9 липня — Фоксборо       | 9 липня — Фоксборо       | 2     |                     |                     | 16 липня — Пасадена | 16 липня — Пасадена |          |          |  |  |       |       |
|  | Італія (д. ч.)          | Італія                   | 2                        | 2     | Швеція              | 4                   |                     |                     |          |          |  |  |       |       |
|  | 2 липня — Вашингтон     | Італія                   | 2                        |       | Швеція              | 4                   |                     |                     |          |          |  |  |       |       |
|  |                         | Іспанія                  | 1                        |       | Болгарія            | 0                   |                     |                     |          |          |  |  |       |       |
|  | Іспанія                 | Іспанія                  | 1                        | 3     | Болгарія            | 0                   |                     |                     |          |          |  |  |       |       |
|  | Іспанія                 |                          |                          | 3     |                     |                     |                     |                     |          |          |  |  |       |       |
|  | Швейцарія               | 0                        |                          |       |                     |                     |                     |                     |          |          |  |  |       |       |
|  | Швейцарія               | 0                        |                          |       |                     |                     |                     |                     |          |          |  |  |       |       |

#### 1/8 фіналу
| 2 липня 1994 12:05 |

| Німеччина                   | 3 — 2      | Бельгія            |
| --------------------------- | ---------- | ------------------ |
| Феллер 6' 40' Клінсманн 11' | (Протокол) | Грюн 8' Альбер 90' |

| Солджер Філд, Чикаго Глядачів: 60 246 Арбітр: Курт Ретлісбергер |

| 2 липня 1994 16:35 |

| Іспанія                                         | 3 — 0      | Швейцарія |
| ----------------------------------------------- | ---------- | --------- |
| Єрро 15' Луїс Енріке 74' Бегірістайн 86' (пен.) | (Протокол) |           |

| РФК, Вашингтон Глядачів: 53 121 Арбітр: Маріо ван дер Енде |

| 3 липня 1994 12:05 |

| Саудівська Аравія | 1 — 3      | Швеція                        |
| ----------------- | ---------- | ----------------------------- |
| Аль-Гешеян 85'    | (Протокол) | Далін 6' К. Андерссон 51' 88' |

| Коттон Боул, Даллас Глядачів: 60 277 Арбітр: Ренато Марсілья |

| 3 липня 1994 13:35 |

| Румунія                      | 3 — 2      | Аргентина                       |
| ---------------------------- | ---------- | ------------------------------- |
| Думітреску 11' 18' Хаджі 58' | (Протокол) | Батістута 16' (пен.) Бальбо 75' |

| Роуз Боул, Пасадена Глядачів: 90 469 Арбітр: П'єрлуїджі Пайретто |

| 4 липня 1994 12:05 |

| Нідерланди            | 2 — 0      | Ірландія |
| --------------------- | ---------- | -------- |
| Бергкамп 11' Йонк 41' | (Протокол) |          |

| Цитрус Боул, Орландо Глядачів: 61 355 Арбітр: Петер Міккельсен |

| 4 липня 1994 12:35 |

| Бразилія   | 1 — 0      | США |
| ---------- | ---------- | --- |
| Бебету 72' | (Протокол) |     |

| Стенфорд Стедіум, Пало-Альто Глядачів: 84 147 Арбітр: Жоель Кінью |

| 5 липня 1994 13:05 |

| Нігерія     | 1 — 2 (д. ч.) | Італія                   |
| ----------- | ------------- | ------------------------ |
| Амунеке 25' | (Протокол)    | Р. Баджо 88' 102' (пен.) |

| Фоксборо Стедіум, Фоксборо Глядачів: 54 367 Арбітр: Артуро Брісіо Картер |

| 5 липня 1994 16:35 |

| Мексика                | 1 — 1 (д. ч.) | Болгарія    |
| ---------------------- | ------------- | ----------- |
| Гарсія Аспе 18' (пен.) | (Протокол)    | Стоїчков 6' |

| Джайнтс Стедіум, Іст-Резерфорд Глядачів: 71 030 Арбітр: Джамаль Аль-Шариф |

|                                           |       | Пенальті                              |  |
| Гарсія Аспе · Берналь · Родрігес · Суарес | 1 — 3 | Балаков · Генчев · Боримиров · Лечков |  |

#### Чвертьфінали
| 9 липня 1994 12:05 |

| Італія                    | 2 — 1      | Іспанія      |
| ------------------------- | ---------- | ------------ |
| Д. Баджо 25' Р. Баджо 88' | (Протокол) | Камінеро 58' |

| Фоксборо Стедіум, Фоксборо Глядачів: 53 400 Арбітр: Шандор Пуль |

| 9 липня 1994 14:35 |

| Нідерланди              | 2 — 3      | Бразилія                          |
| ----------------------- | ---------- | --------------------------------- |
| Бергкамп 64' Вінтер 76' | (Протокол) | Ромаріу 53' Бебету 63' Бранко 81' |

| Коттон Боул, Даллас Глядачів: 63 500 Арбітр: Родріго Баділья |

| 10 липня 1994 12:05 |

| Болгарія                | 2 — 1      | Німеччина          |
| ----------------------- | ---------- | ------------------ |
| Стоїчков 75' Лечков 78' | (Протокол) | Маттеус 47' (пен.) |

| Джайнтс Стедіум, Іст-Резерфорд Глядачів: 72 000 Арбітр: Хосе Торрес Кадена |

| 10 липня 1994 12:35 |

| Румунія          | 2 — 2 (д. ч.) | Швеція                       |
| ---------------- | ------------- | ---------------------------- |
| Редучою 88' 101' | (Протокол)    | Бролін 78' К. Андерссон 115' |

| Стенфорд Стедіум, Пало-Альто Глядачів: 83 500 Арбітр: Філіп Дон |

|                                                                |       | Пенальті                                                         |  |
| Редучою · Хаджі · Лупеску · Петреску · Думітреску · Белодедичи | 4 — 5 | Мільд · К. Андерссон · Бролін · Інгессон · Р. Нільссон · Ларссон |  |

#### Півфінали
| 13 липня 1994 16:05 |

| Болгарія            | 1 — 2      | Італія           |
| ------------------- | ---------- | ---------------- |
| Стоїчков 44' (пен.) | (Протокол) | Р. Баджо 21' 25' |

| Джайнтс Стедіум, Іст-Резерфорд Глядачів: 74 110 Арбітр: Жоель Кінью |

| 13 липня 1994 16:35 |

| Швеція | 0 — 1      | Бразилія    |
| ------ | ---------- | ----------- |
|        | (Протокол) | Ромаріу 80' |

| Роуз Боул, Пасадена Глядачів: 91 856 Арбітр: Хосе Торрес Кадена |

#### Матч за третє місце
| 16 липня 1994 12:35 |

| Швеція                                           | 4 — 0      | Болгарія |
| ------------------------------------------------ | ---------- | -------- |
| Бролін 8' Мільд 30' Ларссон 37' К. Андерссон 40' | (Протокол) |          |

| Роуз Боул, Пасадена Глядачів: 91 500 Арбітр: Алі Буйсаїм |

#### Фінал
| 17 липня 1994 12:35 |

| Бразилія | 0 — 0 (д. ч.) | Італія |
| -------- | ------------- | ------ |
|          | (Протокол)    |        |

| Роуз Боул, Пасадена Глядачів: 94 194 Арбітр: Шандор Пуль |

|                                          |       | Пенальті                                         |  |
| Марсіо Сантос · Ромаріу · Бранко · Дунга | 3 — 2 | Барезі · Альбертіні · Евані · Массаро · Р. Баджо |  |

## Чемпіон
| Переможець чемпіонату світу з футболу 1994 року: |
| ------------------------------------------------ |
| Бразилія Четвертий титул                         |

## Статистика

### Бомбардири
| 6 голів - Христо Стоїчков (3 з пен.) - Олег Саленко (2 з пен.) 5 голів - Ромаріу - Роберто Баджо (1 з пен.) - Юрген Клінсманн - Кеннет Андерссон 4 голи - Габрієль Батістута (2 з пен.) - Флорін Редучою - Мартін Далін 3 голи - Бебету - Хосе Луїс Камінеро - Деніс Бергкамп - Георге Хаджі - Томас Бролін (1 з пен.) 2 голи - Клаудіо Каніджа - Філіпп Альбер - Йордан Лечков - Йон Андоні Гойкоечеа - Діно Баджо - Адольфо Валенсія - Луїс Гарсія - Деніел Амокачі - Еммануель Амунеке - Вім Йонк - Руді Феллер - Хон Мьон Бо - Іліє Думітреску - Фуад Амін - Адріан Кнуп | 1 гол - Абель Бальбо - Дієго Марадона - Жорж Грюн - Марк Дегріз - Даніел Боримиров - Наско Сіраков - Ервін Санчес - Бранко - Марсіо Сантос - Раї (з пен.) - Рей Гафтон - Джон Олдрідж - Айтор Бегірістайн (з пен.) - Жузеп Гвардіола (з пен.) - Луїс Енріке - Фернандо Єрро - Хуліо Салінас - Даніеле Массаро - Давід Ембе - Роже Мілла - Франсуа Омам-Біїк - Ерман Гавірія - Джон Лосано - Хассан Надер - Мохаммед Шауш - Марселіно Берналь - Альберто Гарсія Аспе (з пен.) - Фініді Джордж - Рашиді Єкіні - Самсон Сіасіа - Арон Вінтер - Браян Рой - Гастон Таумент - Лотар Маттеус (з пен.) - Карл-Гайнц Рідле | 1 гол (продовження) - Х'єтіль Рекдаль - Со Джон Вон - Хван Сон Хон - Дмитро Радченко - Дан Петреску - Фахад аль-Гешеян - Самі аль-Джабер (з пен.) - Саїд аль-Овайран - Ерік Вінальда - Ерні Стюарт - Жорж Брежі - Ален Суттер - Стефан Шапюїза - Генрік Ларссон - Гокан Мільд - Рогер Юнг Автоголи - Андрес Ескобар (проти США) |